# The Pancakes
The Pancakes是香港一支獨立一人樂隊，唱片公司Rewind Records的唯一成員。
The Pancakes的唯一成員為Dejay，自稱為「阿戟」，原名蔡明麗，身兼作曲、作詞、編曲、彈奏、主音。配偶是《100毛》創辦人之一、暱稱「腦細」的林日曦。 Dejay曾就讀石蔭慈幼小學，在1999年畢業於香港大學以及利希慎堂，主修翻譯及德語，於大學期間開始音樂創作，畢業後任職圖書館員，她曾多次將自己的示範錄音帶寄去各唱片公司。於2000年自資發行首張唱片《Les Bonbons Sont Bons》，其中一首《a》獲九龍巴士選為廣告用歌，因而初露頭角，並且得到西班牙家庭作坊式唱片公司Elefant Records賞識簽約，為她出版過一張大碟及黑膠唱片，在其他國家發售。其後她曾發行數張唱片，絕大多數歌曲皆為英語歌，以其獨特的唱腔及港式英語發音而著名，被視為香港獨立樂壇的新力軍。
她的音樂曾被多個電視廣告使用，包括九龍巴士、中華電力公司、匯豐銀行、生力啤和在歐洲多國播放的起亞汽車等。她又自資出版雜誌《Sofa》以及書籍《班門弄戟》，同時開始參與其他演藝製作，例如創作獨立電影《尋找真愛》以及與麥家碧和謝立文合作，為電影《麥兜故事》中的Miss Chan及《麥兜菠蘿油王子》《麦兜当当伴我心》中的少女麥太配音。於2005年憑藉為《麥兜菠蘿油王子》製作的一首《咁咁咁》，爆冷擊敗其他著名歌手和音樂人奪得第二十四屆香港電影金像獎最佳原創電影歌曲獎。

## 歷年作品

### 專輯
- 2000年1月：《Les bonbons sont bons》
- 2000年8月：《Pancakes can panick》
- 2001年11月：《Flying in the blue sky on a frying pan》（由Elefant Records發行）
- 2002年5月：《All already ready》
- 2003年2月：《Stereo radio / left》
- 2003年8月：《Stereo radio / right》
- 2005年9月：《Everyone has a secret》
- 2007年10月：《1,2,3,4,5,6, cheese!》
- 2010年5月：《Sometimes I just can't remember all the things we did together》
- 2011年7月：《腦殘遊記》
- 2013年12月：《sometimes when we cry》
- 2020年9月：《as brave as that stupid girl》（單曲）

### 其他CD
- 2001年3月：《Captain curtain》（7吋單曲細碟，由Elefant Records發行）
- 2001年7月：《Ok Karaoke》（迷你專輯，與Alok共同創作）

### 其他作品
- 2004年：《尋找真愛》（DVD，由Dejay一手包辦創作）
- 2005年：《班門弄戟》（中文書籍，由Kubrick出版）
- 2008年：《Sometimes i can, sometimes not》（現場DVD，由Dejay監製）
- 2013年：《你知道我在等like嗎》（中文書籍，由Rewind Records Production出版）
- 2021年：《回到十二歲》(dindong合作)

## 妙想天開系列音樂會
- 2000年3月25日：《Les bonbons sont bons》（香港藝術中心，演出1場）
- 2000年10月15日：《班戟都識驚》（Pancakes can panick）（香港藝術中心，演出1場）
- 2000年12月2日：《我今日生日》（I was born today）（藝穗會，演出1場）
- 2002年9月6 - 7日：《下年暑假幾時到》（The end of your summer holiday）（香港藝術中心壽山廳，演出2場）
- 2003年9月6 - 7日：《一秒再一秒音樂會》（Concert for one second）（香港大會堂3號音樂廳，演出3場）
- 2005年9月23 - 24日：《越過高山月個餅》（Loons under the moon）（高山劇場，演出2場）
- 2008年1月12日：《這晚上與你拍手合唱》（陳樹渠會堂，演出1場）
- 2009年9月6日：《啦啦無啦啦音樂會》（Olala molala gig）（藝穗會，演出2場）
- 2010年1月9 - 10日：《阿戟十周年聯歡音樂會》（10th anniversary happy together gig）（演出2場）
- 2011年7月8 - 9日：《妙想天開演唱系列之十一白痴仔音樂會》(the pancakes' reverie concert series no.11 "like no other idiots") (蒲吧 演出3場)
- 2013年12月28 - 29日﹕《地球很危險音樂會》（九龍灣國際展貿中心，演出3場）
- 2022年6月7 - 8日﹕《the pancakes亂入大初戀日喊足成晚音樂會》（香港演藝學院，演出2場）